# Cyprolais aurata
Cyprolais aurata är en skalbaggsart som beskrevs av John Obadiah Westwood 1841. Cyprolais aurata ingår i släktet Cyprolais och familjen Cetoniidae. Inga underarter finns listade i Catalogue of Life.